# Murchad mac Máele Dúin
Murchad mac Máele Dúin (fl. 819–833) est le 6e roi d'Ailech et  Chef du Cenél nEógain une lignée issue des Uí Néill du Nord. Il est le fils de Máel Dúin mac Áedo Alláin (788), un précédent souverain et le petit-fils d'Áed Allán (743), un Ard ri Erenn. Il règne de 819 à sa déposition en 823.

## Règne
Murchad mac Máele Dúin  accède au trône d'Ailech après la mort de son cousin l'Ard ri Erenn Áed Oirdnide mac Neill en 819. Toutefois le titre d'Ard ri passe au Clan Cholmáin des Ui Neill du Sud ne la personne de  Conchobar mac Donnchada († 833). Murchad 
de son côté doit faire face à un concurrent pour affirmer sa suprématie chez les Ui Neill du Nord. En 819 il défait  Máel Bresail mac Murchada de la lignée rivale du Cenél Conaill qui est tué dans l'escarmouche.
En 820, Murchad affirme ses prétentions au titre d'Ard ri Erenn et mène une armée des Uí Néill du Nord à Druim ind Eich, près de l'actuelle Dublin tandis que Conchobor et les Uí Néill du Sud soutenu par les Laigin progresse vers le nord.;; aucune bataille ne s'ensuit  En 822 Murchad fait une autre tentative  et s'avance avec ses hommes du Nord jusqu'à Ard Brecáin dans le comté de Meath actuel. Les Hommes de Sud-Brega menés par Diarmait mac Néill († 826) roi de Loch Gabhair ou Lagore du sept Uí Chernaig du Síl nÁedo Sláine rencontrent secrètement  Murchad et lui font leur soumission à Druim Fergusa. Conchobor mac Donnchada réagit immédiatement et attaque le royaume de Brega-Sud et campe à Gualu. Il envahit ensuite le royaume de nouveau et de nombreux Hommes du Sud Brega tombent sous ses coups, les Uí Chernaig sont contraints de se soumettre. Murchad fait assassiner  Cumuscach le fils de Tuathal, roi d'Ard Ciannachta en 822 probablement pour se venger de sa défection.
En 823 les échecs et les défections enregistrées par Murchad conduisent à sa déposition par son cousin issu de germain Niall Caille mac Áeda († 846). Murchad semble avoir accepté le fait car il est mentionné pour la dernière fois lorsqu'il coopère à la déroute infligée par Niall aux Vikings à Daire Calgaig (Derry) en 833.

## Postérité
Murchad semble avoir épousé une femme d'origine Gall Gàidheal car les généalogies nomment son fils Erulb ce qui correspond au nom vieux-norrois  « Herulfr ». Un autre fils nommé Ruadrí sera le père d'un  Birn (Björn ?), ancêtre éponyme du Clann Birn (ou Muinter Birn) dans le baronnie de Dungannon, du comté de Tyrone.

## Sources
- (en) Ouvrage collectif sous la direction de Edel Bhreathnach, The Kingship and landscape of Tara, Dublin, Four Courts Press, 2005 (ISBN 1-85182-954-7), p. 193-194 & 267-268.
- (en) Francis John Byrne, Irish Kings and High-Kings, Dublin, Courts Press History Classics, 2001 (ISBN 1-85182-196-1).
- (en) Gearóid Mac Niocaill, Ireland before Vikings, Dublin, Gill & Macmillan, 1972 (ISBN 0-7171-0558-X)